# クラウス・ハイネマン
クラウス・ハイネマン（Klaus Heinemann）は物理学者。ドイツ生まれ。チュービンゲン大学で、実験物理学の博士号を取得。長年にわたりアメリカ航空宇宙局、カリフォルニア大学ロサンゼルス校で材料工学の研究に従事し、スタンフォード大学では研究教授を務めた。
NASAとの契約に基づき、計算流動力学、材料開発、ナノテクノロジーの研究を行う企業の創始者であり、会長である。太陽エネルギーやオゾンによる水の浄化といった分野でも実績があり、いくつもの専売特許をもつ。
一般に科学と霊性の間にあるとされる亀裂の修復に力を注ぎ、拡大する意識についての講義を行っている。グンディ夫人（Gundi (Adelgund) Heinemann）とともに、「ジョン・オブ・ゴッド」の名で世界的に有名なヒーラーが働くブラジルの聖イグナチオの家へのツアーグループを引率するツアーガイドでもある。
オーブ研究家として、オーブ（玉響現象）について研究・実験・検証の成果をまとめた著書がある。

## 著作
- 「オーブ謎の超知性体 それは高次元からのメッセンジャーなのか (五次元文庫)」ミホール・レドウィズ、クラウス・ハイネマン、藤野薫 (翻訳)　2010年　徳間書店　ISBN 978-4199060960
- 「オーブは希望のメッセージを伝える」クラウス・ハイネマン、グンディ・ハイネマン、奥野　節子(翻訳)　2011年 ダイヤモンド社　ISBN 978-4478015674
- 「The Orb Project」英語版　 Klaus Heinemann Ph.D.、Miceal Ledwith Ph.D.、2007年　Atria Books/Beyond Word　ISBN 978-1582701820
- 「PHENOMENA: CODE OF THE GRAND ORIGINAL DESIGN」英語版  Klaus Heinemann Ph.D. 、Gundi Heinemann、 Stanislav O'Jack Ph.D. (寄稿)　2019年　Balboa Press　ISBN 978-1982236755
- 「ORBS:Their Mission & Messages of Hope」英語版  Klaus Heinemann Ph.D.、 Gundi Heinemann、2010年　Hay House Inc. ISBN 978-1401928865